# Ɔ
La lletra Ɔ, o en minúscules ɔ, és una lletra llatina usada a l'Alfabet Fonètic Internacional i en alguns idiomes africans. S'associa amb la vocal semioberta posterior arrodonida, que en català associem amb la lletra O, quan és oberta. Tot i així, no és part de l'alfabet llatí tradicional.

## Ús
En algunes llengües africanes com el lingala, ewe, dagbani, etc. així com a l'Alfabet Africà de Referència, representa un so vocàlic, principalment una vocal semioberta posterior arrodonida. Aquesta lletra, juntament amb les lletres Ŋ i Ɛ, hi ha hagut problemes per escriure aquestes lletres a QWERTY, on no hi havia tecles específiques per a aquestes lletres, encara que formaven part de l'ortografia d'aquests idiomes.
L'idioma maia el va emprar com a consonant fins a inicis del segle XX per representar el so africat ejectiu alveolar i es localitzava a l'alfabet entre la "C" i la "Ch". Fins i tot en els censos de Yucatán i en l'actual estat de Quintana Roo aquesta lletra era utilitzada en escriure els noms de les poblacions i actualment aquest so es transcriu "dz", per exemple "Ɔiɔantún" avui s'escriu "Dzidzantún".